# قلب خيشومي

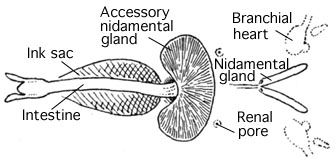

القلب الخيشومي هو مضخة عضلية مساعدة توجد في الرأسقدميات الغمدية، حيث يقوم بتعزيز أداء عضلة القلب الأساسية، ويتكون القلب الخيشومي من حجرةٍ واحدة، ودائمًا ما يوجد قلبان خيشوميان في المنطقة السفلى من الخياشيم، ويضخ القلبان الدم عبر الخياشيم عن طريق أوردةٍ خيشومية واردة. وبما أنَّ القلب الخيشومي يقوم فقط بتوزيع الدم الوريدي فهو في الغالب يعمل تحت الظروف اللاهوائية، وكذلك يبدو أنَّ القلب الخيشوميّ يساهم في تكوين مادة «الهيموسيانين».
ويتصل كلُ قلبٍ خيشوميّ مباشرةً بزائدةٍ قلبية خيشومية أو غدةٍ تأمورية، ويُعد عمل القلبين الخيشوميين ضروريًا لإنتاج البول الأولي في هذه الزوائد عن طريق ترشيح الضغط. وربما قد تطورت القلوب الخيشومية من الغدد التأمورية عند النوتويديات، مثل تلك التي لا تزال موجودة لدى حيوانات البحار الحديثة.